# Mohamed Kallon
Mohamed Kallon (ur. 6 października 1979 w Kenemie) – sierraleoński piłkarz, reprezentant kraju, grający na pozycji napastnika.

## Życiorys

### Życie prywatne
Mohamed Kallon urodził się 6 października 1979 w Kenemie – trzecim co do wielkości mieście Sierra Leone. Jego rodzice byli przedstawicielami Mende. Jest młodszym bratem Kemokaia i Musy – reprezentantów kraju. Mohamed uczęszczał do szkoły podstawowej w Kenemie, a edukację skończył w szkole średniej św. Edwarda w mieście Freetown.
Mohamed Kallon otrzymał od kibiców Sierra Leone pseudonim Small Kallon (Mały Kallon), ponieważ był najmłodszym z trzech braci reprezentujących ojczyznę.

### Początki kariery
Po tym jak w roku 1994 Kallon ukończył trzeci poziom nauki w szkole średniej we Freetown, podpisał profesjonalny kontrakt z lokalnym klubem piłkarskim Old Edwardians, grającym w pierwszej lidze. Miał wtedy 15 lat. W trakcie sezonu 1994/1995 strzelił 4 bramki w 13 meczach, dzięki czemu stał się najmłodszym grającym i strzelającym gole zawodnikiem w najwyższym poziomie rozgrywkowym w Sierra Leone.
Następnie Mohamed Kallon opuścił ojczyznę i został zawodnikiem libańskiego Tadamonu Tyr. Potem spędził sezon w szwedzkim klubie ze Sztokholmu – Spånga IS. Później, w młodym wieku trafił do Interu Mediolan, skąd był wypożyczany do słabszych zespołów: szwajcarskiego AC Lugano, grającej w Serie A Bologny oraz występujących w Serie B Genoi i Cagliari Calcio. W tym ostatnim grał wspólnie z Cristiano Zanettim, z którym potem spotkał się w Interze. Przed sezonem 1999/2000 trafił na zasadzie współwłasności do Regginy i Vicenzy.

### Inter Mediolan

#### 2001/2002: Druga siła w Interze
Po tym jak wycofano zasadę posiadania określonej grupy zawodników spoza Unii Europejskiej, Kallon powrócił do Interu przed sezonem 2001/2002. O miejsce w ataku rywalizował z takimi zawodnikami jak: Christian Vieri, Ronaldo, Álvaro Recoba, Adriano, Hakan Şükür, czy Nicola Ventola. Teoretycznie był więc głównie trzecim bądź czwartym napastnikiem. Jednak z powodu kontuzji Ronaldo i Recoby, Kallon wystąpił aż w 28 spotkaniach sezonu 2001/2002 i zdobył 9 bramek, co było drugim wynikiem pod względem strzelonych bramek w Interze, w tamtym sezonie. Wyprzedził go tylko Vieri.

#### Sezon 2002/2003 i Liga Mistrzów
W sezonie 2002/2003 grał już tylko w 9 meczach, co było spowodowane kontuzjami w sierpniu 2002 roku i lutym 2003. Kallon powrócił do gry w maju, po wcześniejszej kontuzji Gabriela Batistuty. Grał w obydwu spotkaniach Ligi Mistrzów przeciwko Milanowi, gdyż Batistuta nie był zgłoszony do rozgrywek. W obydwu występował w drugiej połowie, zmieniając najpierw Álvaro Recobę, a następnie Hernána Crespo.

#### 2003/2004: Przyłapanie na dopingu
W trakcie rundy jesiennej sezonu 2003/2004, dokładnie 27 września 2003 roku, po meczu Interu z Udinese Calcio, Mohamed Kallon przeszedł testy, które wykryły u niego zakazaną substancję – nandrolon. Był to kolejny taki przypadek, wcześniej stosowanie nandrolonu wykryły testy u, między innymi: Jaapa Stama, Franka de Boera, Edgara Davidsa, Fernando Couto, czy Josepa Guardioli. Afrykańczyk został zawieszony na osiem miesięcy. W trakcie sezonu 2003/2004 powrócił na boiska Serie A, jednak ponownie walczył o występy w pierwszej „jedenastce”, bowiem w tym czasie prawdziwy rozkwit przeżywał Obafemi Martins, zaś do składu powrócił również brazylijski as Adriano.

### AS Monaco

#### 2004/2005: Udany początek
Przed sezonem 2004/2005 Mohamed Kallon podpisał 4-letni kontrakt z grającym w Ligue 1 AS Monaco, gdyż z drużyny finalistów Ligi Mistrzów odeszli w przerwie letniej dwaj podstawowi zawodnicy: Dado Pršo i Fernando Morientes. W trakcie swojego pierwszego sezonu na francuskich boiskach wywołał głębokie wrażenie na kibicach Monaco, jednak później szybko wypadł ze składu trenera Didiera Deschampsa i w marcu 2005 wylądował na ławce rezerwowych drużyny AS Monaco.

#### 2005/2006: Wypożyczenie do Al-Ittihad
Przed sezonem 2005/2006 Kallon został wypożyczony do najlepszego zespołu z Arabii Saudyjskiej – Ittihad FC. Tutaj miał szansę gry w Azjatyckiej Lidze Mistrzów, gdzie wypadł znakomicie. Został najlepszym strzelcem edycji 2005, dzięki czemu przyczynił się do drugiego z rzędu zwycięstwa Al-Ittihad w tych rozgrywkach. Przed powrotem do Monaco wystąpił również w Klubowych Mistrzostwach Świata 2005. Jego drużyna zajęła tam 4. miejsce.

#### Lata 2006–2008
W swym ostatnim sezonie w barwach AS Monaco, Mohamed Kallon rozegrał 14 spotkań. Jego ostatnim pojedynkiem w Ligue 1 było spotkanie rozegrane 11 sierpnia 2007, przeciwko FC Lorient. Po sezonie 2006/2007, dokładnie we wrześniu 2007 był testowany przez grający w Premier League Birmingham, zaś wcześniej, w lipcu trenował z drużyną Derby County. Niestety nie dostał pozwolenia pracy w Anglii. W listopadzie 2007 podpisał wstępny kontrakt z drużyną z Rijadu – Al-Hilal, jednak ostatecznie do transferu nie doszło.

### AEK Ateny
29 stycznia 2008 roku Mohamed Kallon podpisał półroczny kontrakt z greckim zespołem AEK Ateny. Z klubem ze stolicy grał w Pucharze UEFA 2007/2008, jednak AEK odpadł już w 1/32 finału, z hiszpańskim Getafe CF. Grał również w barażach Greckiej Super League, o miejsca w przyszłym sezonie, w europejskich pucharach. Strzelił jednego gola w trzech spotkaniach, zaś AEK awansował do kolejnego Pucharu UEFA.

### Al-Shabab
W 2008 roku trafił do drużyny Al-Shabab, ze Zjednoczonych Emiratów Arabskich. Długo jednak w nim nie pograł, gdyż odszedł wskutek poważnej kontuzji, odniesionej podczas meczu reprezentacji.

### Kallon FC
W październiku 2009 podpisał kontrakt z własnym klubem ze Sierra Leone – Kallon F.C. Zdecydował się na to posunięcie, aby odbudować swą formę po kontuzji pachwiny, a także by promować ligę w Sierra Leone. W klubie rozegrał jednak tylko 11 meczów, w których strzelił 2 gole.

### Shaanxi Chanba
1 marca 2010 Kallon przeszedł do chińskiej drużyny Shaanxi Chanba, z którą podpisał roczny kontrakt. W swoim debiucie w lidze chińskiej przeciwko Dalian Shide strzelił bramkę z rzutu karnego w 50. minucie. W grudniu 2010 oznajmił, że nie przedłuży kontraktu z klubem.

### Kariera reprezentacyjna
Mohamed Kallon jest najmłodszym piłkarzem grającym kiedykolwiek dla „Gwiazd Leone”. Swój oficjalny debiut w reprezentacji Sierra Leone zaliczył w kwietniu 1995 roku, mając 15 lat. Był to mecz rozgrywany we Freetown, w ramach eliminacji do Pucharu Narodów Afryki 1996, przeciwko Kongo. Kallon strzelił zwycięską bramkę. W wieku 16 lat stał się najmłodszym uczestnikiem właśnie tegoż Pucharu, rozgrywanego w Republice Południowej Afryki. Strzelił jedną bramkę, w pierwszym meczu turnieju, wygranym 2:1, przeciwko Burkinie Faso.
Od tego czasu Kallon jest kluczowym zawodnikiem swej reprezentacji i aktywnie uczestniczy w eliminacjach do Mistrzostw Świata: 1998, 2002, 2006 i 2010

## Sukcesy

### Al-Ittihad
- Zwycięstwo
  - Azjatycka Liga Mistrzów: 2005

## Własny klub
Mohamed Kallon jest założycielem i właścicielem sierraleońskiego klubu Kallon FC, grającego obecnie w pierwszej lidze Sierra Leone. Jest to jeden z najlepszych zespołów w Sierra Leone, a mecze u siebie rozgrywa na Stadionie Narodowym we Freetown. Pierwotnie zwany był Sierra Fisheries, a Mohamed reaktywował go w 2002 roku, za 30 tysięcy dolarów.
Drużyna Kallon F.C. zdobyła tytuł mistrzowski i puchar kraju w roku 2006.

## Fundacja Mohameda Kallona
Kallon założył również fundację dobroczynną MKCF (Mohamed Kallon Children’s Foundation), która ma zaspokoić potrzeby setek dzieci wychowujących się na ulicach Sierra Leone. Piłkarz powiedział magazynowi SierraEye, że jako chłopiec sam dorastał na ulicach Freetown, dlatego chce zrobić wszystko aby im pomóc. Przedstawiciele fundacji spotkali się nawet z prezydentem kraju oraz współpracują z ONZ. MKCF pomaga również chorym na AIDS i HIV. Dobroczynnością Kallona i jego fundacji interesowała się nawet ceniona w świecie telewizja BBC.

## Życie prywatne
Mohamed Kallon jest żonaty z przyjaciółką z dzieciństwa – M’mah Mansaray, należącą do grupy etnicznej Mandinka. Ślub pary odbył się 15 czerwca 2002 roku w meczecie w centrum Freetown. Kallon jest muzułmaninem i należy do grupy etnicznej mende.